# Hofstade (Zemst)
Hofstade is een dorp in de Belgische provincie Vlaams-Brabant en een deelgemeente van de gemeente Zemst. Hofstade is vooral bekend omwille van het Domein Hofstade, een groot recreatiedomein. Het dorp ligt aan de Leuvense Vaart en bevat ook het gehucht Werfheide. Hofstade werd een zelfstandige gemeente in 1870 en bleef dit tot aan de gemeentelijke herindeling van 1977.

## Toponymie
Hofstade komt van 'hofstee' of 'hofstede', het oude woord  voor een boerderij of een landhuis. In het dialect wordt vaak naar Hofstade verwezen als Ofstoo.
Vermits er ook een Hofstade bij Aalst in Oost-Vlaanderen bestaat, werd er oorspronkelijk naar het dorp verwezen als 'Hofstade bij Mechelen'. Hofstade behoorde in het verleden de oude Heerlijkheid Mechelen. Sinds de gemeentelijke fusie is 'Hofstade (Zemst)' of 'Hofstade (Vlaams-Brabant)' couranter.

## Geschiedenis

### Middeleeuwen
In de 13e eeuw werd de nog steeds bestaande Gasthuishoeve gebouwd.

### 18e eeuw
Vroeger behoorde Hofstade tot de Mechelse parochie Onze-Lieve-Vrouw-aan-de-Dijle. In 1724 zien we het dorp vermeld worden als Hofstuijen.
De Heerlijkheid Mechelen omvatte ook Hofstade, Muizen en Hever. In 1777 is Hofstade, nog deel uitmakend van Muizen, op de Ferrariskaart te zien als een gehucht met als "centrum" een 30-tal huizen tussen Château de Seghelin en Château de L'hopital. De kaart toont dat de toen slechts een paar jaren oude Leuvense Vaart het gehucht had afgezonderd van Muizen. Die indelingen bleven zo tot aan de Franse inval in de Lage Landen.

### 19e eeuw
Bij de Belgische Onafhankelijkheid was Hofstade een wat vergeten en verwaarloosd gehucht: Te Mechelen langsheen de steenweg die de stad ooit met Brussel had verbonden maar die inmiddels door een westelijker aangelegde nieuwe Brusselsesteenweg van weinig belang was geworden, ontstonden vanaf 1835 echter dankzij de nieuwe spoorwegindustrie dichtbevolkte arbeiderswijken. Even verder pal op die baan, groeide stilaan Hofstade uit tot een grotere gemeenschap. Met de wet van 23 februari 1870 werd Hofstade afgesplitst van de toenmalige gemeente Muizen en werd het een zelfstandige gemeente in Brabant.

### 20e eeuw tot vandaag
De zelfstandige gemeente Hofstade bestond ruim een eeuw tot ze bij de fusie van 1977 deel ging uitmaken van de fusiegemeente Zemst. Door de nabijheid van Mechelen en de goede verbindingen met Brussel en Antwerpen is Hofstade uitgegroeid tot een voornamelijk residentieel woondorp.

## Geografie
Hofstade ligt in het noordoosten van de fusiegemeente Zemst, net ten zuiden van Mechelen. Het Kanaal Leuven-Dijle vormt de noordoostgrens met Muizen, waarvan Hofstade tot in 1870 deel van uitmaakte. Hofstade behoort geologisch tot de Brabantse Kempen en maakt deel uit van de Brabantse Kouters.
In het noorden van het dorp ligt het gehucht en wijk Werfheide.
| Aangrenzende deelgemeenten | Aangrenzende deelgemeenten | Aangrenzende deelgemeenten | Aangrenzende deelgemeenten | Aangrenzende deelgemeenten |
| -------------------------- | -------------------------- | -------------------------- | -------------------------- | -------------------------- |
|                            |                            | Mechelen                   |                            | Muizen                     |
|                            |                            |                            |                            |                            |
| Zemst                      | Hever                      |                            |                            |                            |
|                            |                            |                            |                            |                            |
| Weerde                     |                            | Elewijt                    |                            | Schiplaken (Hever)         |

### Hydrografie
Hofstade ligt in het stroomgebied van de Zenne en de Dijle, geen van beide rivieren stroomt echter door het dorp. Diverse waterlopen vormen (semi-) natuurlijke grenzen met andere dorpen. De Bergbeek in het Zuiden vormt de grens met Elewijt voor ze in de Barebeek uitmondt, die op haar beurt Hofstade scheidt van respectievelijk Weerde, Zemst, Mechelen en de kern Werfheide vooraleer ze via een duikelaar onder de Leuvense Vaart Hofstade verlaat. Laatst genoemde stroom vormt een barrière met het dorp Muizen. In het uiterste Noorden van Hofstade vormt de Hanswijkbeek de grens met Mechelen..

## Bezienswaardigheden
- Het Sportimonium, een museum over sport gevestigd in het voormalig strandgebouw van De Plage.
- Het kasteel Van den Nieuwenhuizen heeft een kern uit de 17de eeuw en werd in 1976 beschermd als monument. De omgeving van het kasteel werd als landschap beschermd.
- Het Ambrooskasteel heeft een kern uit de 17de eeuw maar werd op het einde van de 18de eeuw in classicistische stijl verbouwd. Het kasteel behoorde voor het graven van het Kanaal Leuven-Dijle tot het Domein Planckendael.
- Het Kasteel Lacourt
- De gekasseide Liefkensdreef werd in 1976 beschermd als landschap.
- De Onze-Lieve-Vrouw van Bijstandkerk

## Natuur en landschap
Hofstade maakt geologisch deel uit van de Brabantse Kempen. Dit vertaalt zich in eerder natte, zanderige grond en bossen met voornamelijk naaldbomen, wilgen, berken en populieren.
Ten westen van het dorp liggen De Ossembeemden, een natuurgebied bestaande uit naaldbomen, weiland en struweel. Verder stroomopwaarts langs de Barebeek, op de grens met Elewijt en Weerde, ligt het ongeveer twintig hectare grote Vriezenbroek. Dit natuurgebied is ontstaat door grondophoging bij de aanleg van de E19 in de jaren zeventig en bestaat uit weiland en wilgenbos.
Het zuidoosten van het dorp wordt gevormd door Domein Hofstade (De Plage in de volksmond), een bosrijk gebied van ongeveer 160 hectare. In het begin van de 20ste eeuw werden er putten gegraven voor de aanleg van Spoorlijn 27B op een verhoogde berm. Hieruit zijn enkele kunstmatige meren ontstaan. Vanaf de jaren 1930 werd het domein opengesteld voor recreatie. Tegenwoordig is De Plage eigendom van Sport Vlaanderen. Het noordelijk deel van het domein werd in 1977 beschermd als landschap terwijl in 2001 het meer en het strand met de oorspronkelijke bebouwing samen met de hoofdingang van het domein beschermd werden als monument.
Tussen Domein Hofstade en de Leuvense Vaart ligt het Prinsenveld, een beschermd landschap dat wordt gevormd door weiland omzoomd door knoteiken.

## Demografische ontwikkeling
- Bronnen:NIS, Opm:1831 tot en met 1970=volkstellingen; 1976 = inwoneraantal op 31 december

## Mobiliteit
Hofstade wordt doorkruist door spoorlijn 27B, de verbindingsspoorlijn tussen Muizen en Weerde, en heeft eigen halte. Het dorp wordt door verscheidene busdiensten van De Lijn bediend. De autosnelweg E19 ligt ongeveer een kilometer buiten het dorpscentrum, Afrit 11 (Weerde) bevindt zich ten zuiden van het dorp.

## Sport
Voetbalclub FC Verbroedering Hofstade is aangesloten bij de KBVB en speelt er in de Brabantse provinciale reeksen.
Van 2004 tot en met 2007 werd er in Hofstade een veldrit georganiseerd, welke deel uitmaakte van het internationale regelmatigheidscriterium de UCI Wereldbeker.

## Voetnoten
1. ↑  Oostwaarts van het gehuchtje lagen het Château de Kolfs (heden Kasteel Nieuwenhuizen) en een Kasteel van de Jezuïeten (Kasteel Ambroos). Ook herkent men het nog bestaande Tivoli en een veerpont aan de huidige Trianonlaan - Molenheidebaan die destijds Steenweg op Reymeland zouden geheten hebben, naar een Kasteel Reymeland in het Mechels gebied. (Het dorp Rijmenam daarentegen, ligt aan de tegenoverliggende kant van Hever.) Iets zuidelijker echter lagen slechts twee derden van het door een slotgracht omgeven Kasteel van Schiplaken in de heerlijkheid, met het andere derde in Brabant, en oostelijk daarvan, bij Hever, lag ook het Kasteel van Gottendijs (halverwege de huidige Venstraat).

Deelgemeenten: Elewijt · Eppegem · Hofstade · Weerde · Zemst

Overige dorpen en gehuchten: De Brug · Kleempoel · Werfheide · Wormelaar · Zemst-Bos · Zemst-Laar · Zwartland

Belgische gemeenten · Arrondissement Halle-Vilvoorde · Vlaams-Brabant · Vlaanderen